# Appartamento (singolo)
Appartamento è un singolo del cantante italiano Venerus, pubblicato il 7 maggio 2021 come terzo estratto dal primo album in studio Magica musica.
Il brano ha visto la partecipazione vocale di Frah Quintale e la produzione aggiuntiva di Mace.

## Formazione
- Venerus – voce, strumentazione, produzione
- Frah Quintale – voce
- Mace – produzione
- Andrea Suriani – missaggio, mastering